# Jacob Egmondt Austen
Pour les articles homonymes, voir Austen.
Jacob Egmondt Austen, né le 8 décembre 1754 à Middelbourg et mort dans cette même ville le 1er mai 1804, est un homme politique néerlandais.

## Biographie
Avocat à Middelbourg, Austen rentre dans la municipalité de la ville en 1795, à la faveur de la Révolution batave. Il est élu représentant à l'assemblée provisoire de Zélande entre mars et juin 1795 puis est élu député de Middelbourg à la première assemblée nationale batave en mars 1796. Il fait partie des 21 membres de la commission chargée de rédiger un projet de constitution. Ce projet étant refusé par référendum le 8 août 1797, il n'est pas réélu à l'assemblée lors des élections qui ont suivi.